# Schronisko z Matką Boską
Schronisko z Matką Boską – jaskinia typu schronisko w skale znajdującej się w Dolinie za Żbikiem w mieście Krzeszowice w województwie małopolskim, w powiecie krakowskim. Pod względem geograficznym znajduje się w Rowie Krzeszowickim będącym częścią Wyżyny Krakowsko-Częstochowskiej.

## Opis obiektu
Jaskinia znajduje się w skale położonej mniej więcej w połowie długości Doliny za Żbikiem, około 100 m na północ od gospodarstwa przy ul. Podskalnej. Skała jest pomnikiem przyrody nieożywionej. Znajduje się w dnie wąwozu o stromych ścianach i tuż u jej zachodnich podnóży przepływa potok Brzezińska Rzeka. Wąwóz porośnięty jest lasem. Skale tej nadano nazwę Skałka w Żbiku lub Skała Żbik. Na jej zachodniej ścianie są trzy nyże jedna nad drugą; w najwyższej Schronisko z Matką Boską jest kapliczka Matki Boskiej, w środkowej (Schronisko pod Matką Boską Środkowe) tablica pamiątkowa z okazji stulecia spotkań modlitewnych pod skałą, w najniższym (Wielki Okap pod Matką Boską) jest wykuta tablica dziękczynna z 1905 roku, tutaj też składane są kwiaty.
Schronisko z Matką Boską znajduje się pod samym szczytem Skałki w Żbiku. Zaraz za jego otworem, z prawej strony znajduje się krótki korytarzyk wychodzący na skalną półkę, po której można wejść do wnętrza. W głębi schroniska, na wprost otworu, znajduje się pochyła rura wychodząca na szczyt skałki, lecz przejść nią może tylko szczupły człowiek. Schronisko powstało w wapieniach pochodzących z późnej jury. Jest pochodzenia krasowego i powstało wskutek przepływu wody w warunkach freatycznych. Jest fragmentem komina łączącego się z leżącym niżej Schroniskiem pod Matką Boską Środkowym. Ma pochyłe dno, które przy samym otworze sztucznie wypoziomowano, by można było ustawić na nim figurkę Matki Boskiej. Schronisko jest suche i przewiewne, w całości widne, bez własnego mikroklimatu, brak w nim nacieków, a ściany są skorodowane. Nie stwierdzono obecności roślin ani zwierząt.
Schronisko znane jest od dawna i co jakiś czas odwiedzane w celu wymiany dekoracji. Doprowadzono do niego kabel elektryczny dla oświetlenia kapliczki.

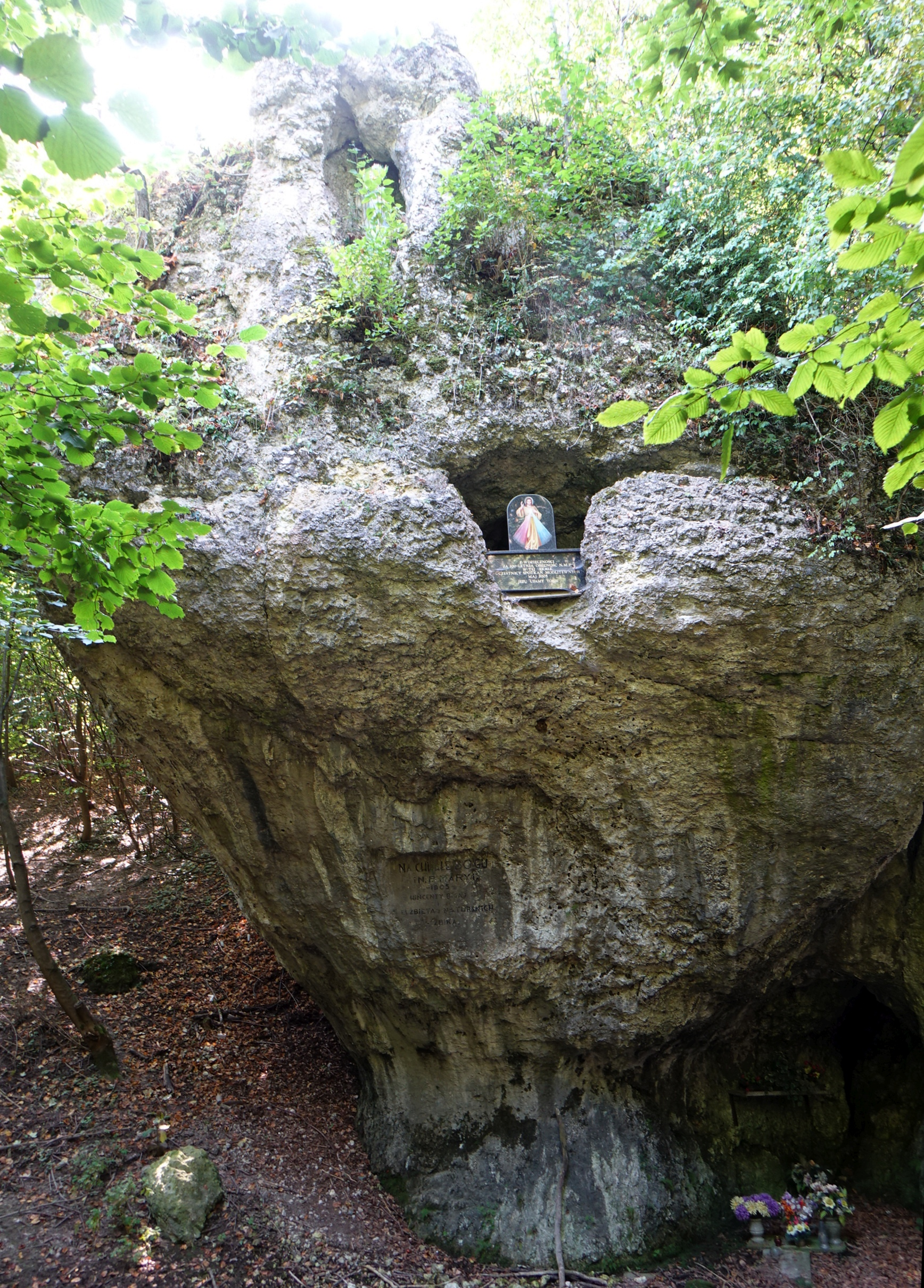
Skała z trzema nyżami jedna nad drugą